# 乙未改革
乙未改革又称乙未更张，是朝鲜王朝1895年到1896年进行的一次急进的近代化改革。這是甲午改革的延续，一般认为乙未改革是甲午改革的一部分。甲午改革和乙未改革总体被称为甲午改革。

## 背景
1895年4月甲午战争日本勝利、三国干涉的結果是日本对朝鮮影響力减弱。以王妃閔茲暎为中心的親俄派崛起，使日本影響力下的甲午改革停滞。当年10月8日（旧暦8月20日）閔妃被殺害（乙未事变）、金弘集内閣急進的近代化改革再次開始。

## 主要内容
斷髮令、停用农历改用公历、制定新年号「建陽」、设立小学校、整備郵便網、施行種痘法、軍制改革等。

## 结局
急進的近代化改革引起守旧派不满与抵抗。1896年2月11日国王朝鲜高宗逃入俄罗斯公使館（俄馆播迁）、金弘集被殺害。乙未改革终止。